# Yuetang, Fujian
Yuetang (kinesiska: 月塘) är en köping i sydöstra Kina. Den ligger i stadsdistriktet Xiuyu i staden Putian i provinsen Fujian, omkring 95 kilometer söder om provinshuvudstaden Fuzhou. Antalet invånare är 26 740. Befolkningen består av 14 556 kvinnor och 12 184 män. Barn under 15 år utgör 22,0 %, vuxna 15-64 år 64 %, och äldre över 65 år 13,0 %.